# Walhalla

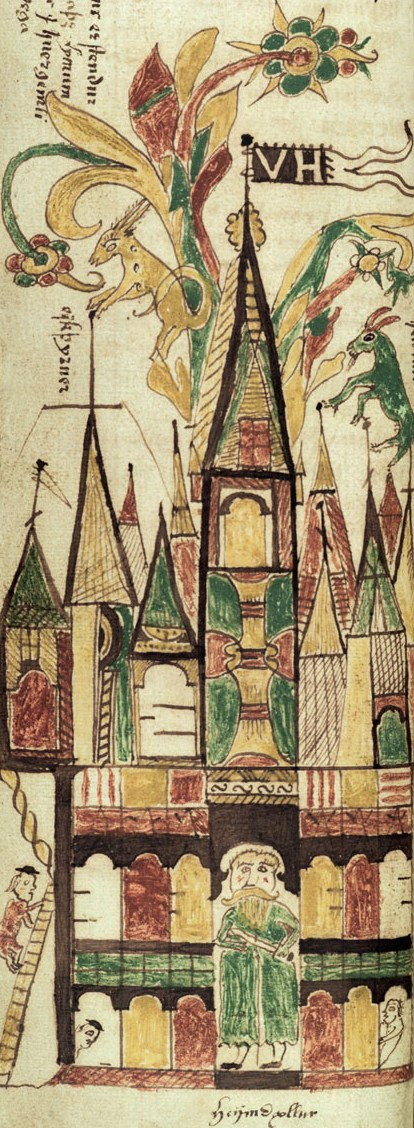
Walhalla w islandzkim manuskrypcie z XVII wieku. Widoczny Hajmdal strzegący bramy.

Walhalla, Valhalla (staronord. Valhöll – komnata, pałac poległych) – w mitologii nordyckiej miejsce przebywania poległych w chwale wojowników (tzw. Einherjerów), których z pola bitwy zabierały walkirie, a na progu Walhalli witał ich Bragi. Walhalla to kraina wiecznego szczęścia.
Walhalla znajduje się w Asgardzie, a dokładniej w Gladsheim i należy do głównego boga Normanów, Odyna. Pałac o 540 bramach, przez które jednocześnie mogło przejść 800 wojowników idących ramię w ramię. Najstarszą bramą jest wiecznie otwarta Walgind. Na zachód od niej wisi przybity do ściany wilk, którego dziobie orzeł. Ściany pałacu Odyna pokryte są złotymi włóczniami, a sufit złotymi tarczami. Ławy obłożone są zbrojami wojowników, którymi Walhalla jest wypełniona. W Walhalli całymi dniami toczą się nieustające bitwy, a wieczorem wszyscy ucztują. Przyrządzany jest dzik Sahrimnir w kotle Eldhrimnir przez kucharza o imieniu Andhrimnir. Rogi z miodem podają walkirie, pije się również mleko kozy Heiðrún. Wojownicy piją, jedzą i ćwiczą, aby w chwili końca świata stoczyć ostateczną bitwę ze złem u boku Thora.

## Powiązania
Sugestie indoeuropeistów wskazują na możliwy związek etymologiczny staronordyckiego val-höll ze słowiańskim Welesem, z tocharskim (A) walu – „śmierć”, greckimi (W)ēlýsion pedíon – „Polami Elizejskimi”, hetyckim wēllu-  oznaczającym łąki w zaświatach.

## Pierścień Nibelunga
W tetralogii Richarda Wagnera Pierścień Nibelunga o początkach Walhalli mówi pierwsza część cyklu – Złoto Renu. Królem bogów jest Wotan, a jego siedziba została zbudowana przez olbrzymów. Fasolt i Fafner najznamienitsi z tego rodu domagają się od bogów zapłaty, najpierw bogini młodości – Frei, a gdy Wotan protestuje, a Loge prosi o jego pomoc dla cór Renu, zmieniają oni swoją cenę na tytułowe złoto, a w szczególności pierścień będący w posiadaniu karła Alberyka. Także u Wagnera walkirie sprowadzają do Walhalli poległych bohaterów, jest mowa o tym zwłaszcza w operach Walkiria i Zmierzch bogów. Ta ostatnia, kończąca cykl opera, ukazuje także kres samej Walhalli. Zamek Wotana płonie zapalony płomieniem stosu Zygfryda.